# Ivan Mlinar (zgodovinar)
Ivan Mlinar, slovenski zgodovinar, * 18. december 1897, Loka pri Zidanem Mostu, † 29. avgust 1980, Celje.
Mlinar je leta 1925 diplomiral na ljubljanski Filozofski fakulteti. Po končanem študiju je poučeval na gimnaziji v Murski Soboti in od 1928 na gimnaziji v Celju. Med drugo svetovno vojno je bil izgnanec v Srbiji. Pred vojno je kot član Muzejskega društva Celje vodil arheološka izkopavanja na antičnem najdišču v Orešju (1938-1939). Po vojni pa je napisal zgodovino šolstva v Zidanem Mostu (1956) in celjskega šolstva (1958).